# ميروبينيم
ميروبينيم (الاسم العلمي: Meropenem) هو مضادٌ حيويٌ كاربابينيميٌ، يعطى وريديًا، ويستخدم لعلاج مجموعةٍ متنوعةٍ من العداوى البكتيريَّة، تشمل التهاب السحايا والعداوى داخل البطن [الإنجليزية] والالتهاب الرئوي والإنتان والجمرة الخبيثة.
قد يُسبب الميروبينيم عددًا من الآثار الجانبيَّة، وتتضمن الغثيان والإسهال والإمساك والصداع والطفح الجلدي والألم في منطقة الحقن. كما قد يُسبب أحيانًا آثارًا خطيرةً تشمل عدوى المطثِّيَّة العسيرة وحدوث نوباتٍ أو ردود فعلٍ تحسسيَّة تشمل صدمة الحساسيَّة. يُعد الأفراد الذين لديهم حساسية تجاه مضاداتٍ حيويَّة أخرى من فئة البيتا لاكتام أكثر عرضةً لإحداث حساسيةٍ للميروبينيم أيضًا. يبدو أن استخدامه أثناء الحمل آمن. ينتمي الميروبينيم إلى عائلة الكاربابينيم. عادةً ما يؤدي الميروبينيم إلى موت البكتيريا من خلال تقييد قدرتها على صنع الجدار الخلوي. وهو مقاومٌ للتحلل بواسطة العديد من أنواع إنزيمات البيتا لاكتاماز، التي تنتجها البكتيريا لحماية نفسها من المضادات الحيوية.
حصل الميروبينيم على براءة الاختراع في عام 1983، وتمت الموافقة عليه للاستخدام الطبي في الولايات المتحدة في عام 1996، وأُدرج في قائمة الأدوية الأساسية النموذجية لمنظمة الصحة العالمية. تصنفه منظمة الصحة العالمية بأنه هامٌ للغاية في الطب البشري.

## التسمية
لا توجد معلوماتٌ كثيرةٌ حول تاريخ اكتشاف «الميروبينيم»، حيث تشير المصادر أنَّ سوميتومو فارما [الإنجليزية]، وهي شركة أدويةٍ يابانية متعددة الجنسيات، كان قد حصلت على براءة اختراع «الميروبينيم» عام 1983. كما لا تتوافر معلوماتٌ حول سبب التسميَّة، ولكن يبدو أنَّ تسمية «Meropenem» اشتُقت من مقطعين، وهي بادئة «Mero-» (ميرو-) والتي تعني «قِسْم، جُزْء»، ولاحقة «-penem» (بينيم-) المرتبطة بنوعٍ من البيتا لاكتام، وتعد الكاربابينيمات (بالإنجليزية: Carbapenems)‏ شبيهةً بالبينيمات، حيث تحتوي على ذرة كربون بدلًا من ذرة الكبريت.
نظرًا لحداثة اكتشاف «الميروبينيم» وأنَّ استعماله تجاريًا للبشر بدأ في تسعينات القرن العشرين، فلم يرد تعريبه في المعاجم الطبية العربيَّة باستثناء الطبعة الثانية من «معجم الصيدلة الموحد»، حيث ورد في الصفحة 202 تعريب «ميروبينيم = Meropenem».

## الاستعمالات الطبية
يشمل طيف تأثير الميروبينيم العديد من البكتيريا إيجابيَّة الغرام وسلبية الغرام (تتضمن الزائفة) والبكتيريا اللاهوائيَّة. كما أنَّ طيف التأثير العام له يشبه طيف تأثير الإيميبينيم، مع أن الميروبينيم أكثرُ فعاليةً ضد الأمعائيَّات وأقل فعاليةً ضد البكتيريا إيجابيَّة الغرام. يُعد الميروبينيم فعالًا ضد البكتيريا المُنتجة «للبيتا لاكتاماز واسع الطيف»، ولكنه قد يكون أكثر عرضةً للتحلل المائي بواسطة الميالتو بيتا لاكتاماز الذي تنتجه البكتيريا. البيتا لاكتامازات (الاسم العلمي: β-lactamases) هي إنزيماتٌ تُنتجها البكتيريا لتحلل المضادات الحيوية البيتا لاكتاميَّة، مما يُكسر حلقة بيتا لاكتام ويُفقد هذه المضادات الحيوية فعاليتها. تُساعد هذه الآلية البكتيريا على مقاومة تأثيرات المضادات الحيوية مثل البنسلينات والسيفالوسبورينات والكاربابينيمات، مما يزيد من صعوبة العلاج. في حين أن حلقة بيتا لاكتام الموجودة في الميروبينيم يمكن الوصول إليها بسهولةٍ بواسطة جزيئات الماء مقارنةً بالمضادات الحيوية البيتا لاكتاميَّة الأخرى، مما يسهل عملية التحلل المائي والتحلل السريع لخصائص الميروبينيم المضادة للبكتيريا في المحاليل المائيَّة، إلا أنها أكثرُ مقاومةً للتحلل بواسطة البيتا لاكتاماز الذي تنتجه البكتيريا من المضادات الحيوية البيتا لاكتاميَّة الأخرى.
يُستخدم الميروبينيم بكثرةٍ لعلاج قلة العدِلات الحمويَّة، وتحدث هذه الحالة غالبًا لدى مرضى الأورام الدمويَّة الخبيثة ومرضى السرطان الذين يتلقون أدويةً مضادةً للسرطان تُثبط تكوين نخاع العظام. وهو معتمدٌ لعلاج العداوى المعقدة في الجلد وهياكله، والعداوى المعقدة داخل البطن، والتهاب السحايا البكتيري. يُعد الميروبينيم فعالًا في علاج الالتهاب الرئوي البكتيري، ويمشل الالتهاب الرئوي المكتسب من المستشفى.
منحت إدارة الغذاء والدواء الأمريكيَّة في عام 2017 موافقةً على استخدام مزيج الميروبينيم والفابورباكتام لعلاج البالغين المصابينبعداوى السبيل البولي المعقدة.

## الإعطاء

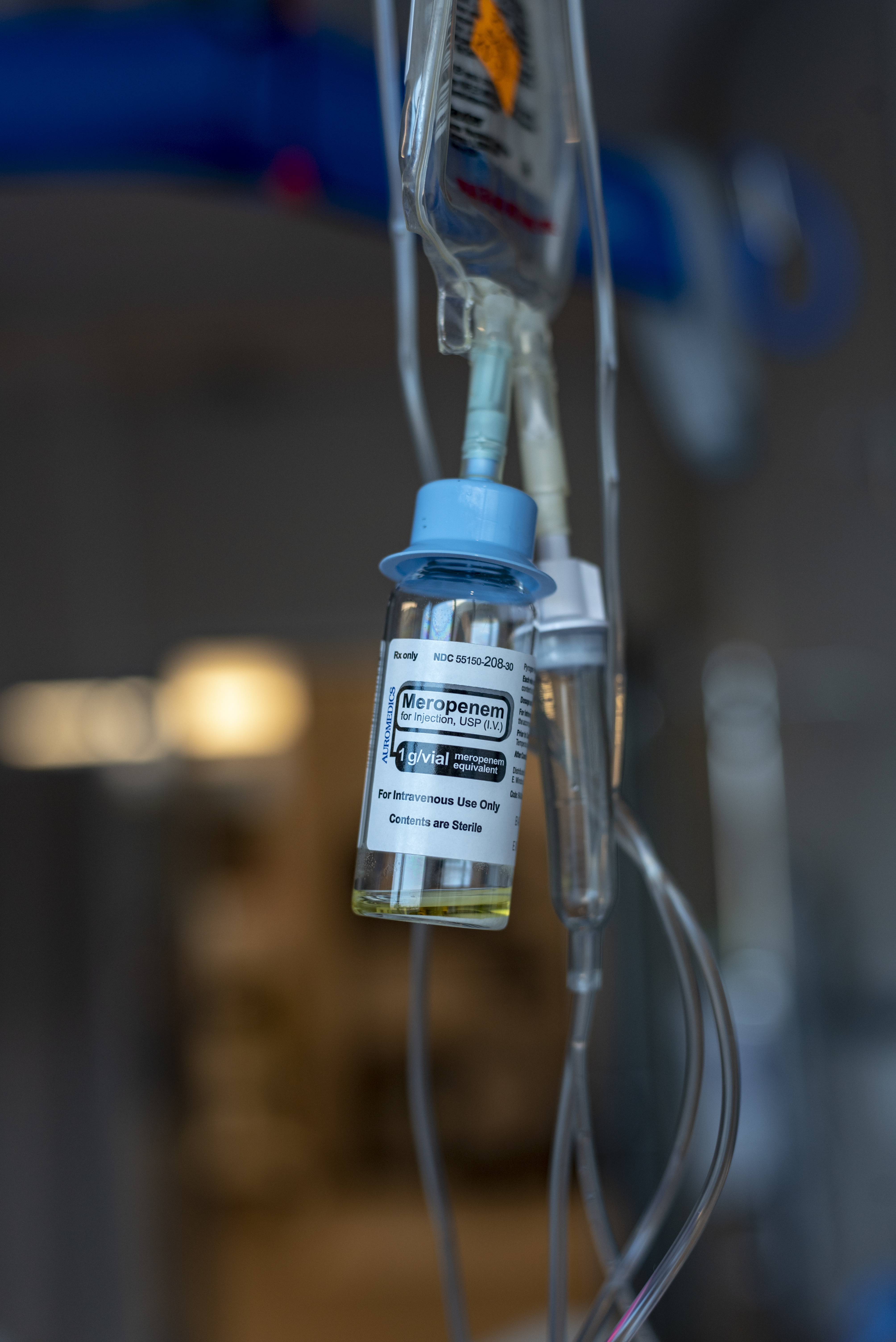
قارورة ميروبينيم

يُعطى الميروبينيم وريديًا على شكل محلولٍ مائي. يُحفظ الميروبينيم في قوارير على شكل مسحوقٍ بلوريٍ أبيض (يحتوي على الميروبينيم ثلاثي الهيدرات ممزوجًا بكربونات الصوديوم اللامائية). في الإعطاء الوريدي، إذا استُخدم مسحوق الميروبينيم النقي (بدلًا من المسحوق الممزوج بكربونات الصوديوم)، يُذاب الميروبينيم في محلول 5% فوسفات البوتاسيوم أحادية القاعدة، وذلك لأنَّ الميروبينيم قابلٌ للذوبان في محلول 5% فوسفات البوتاسيوم أحادية القاعدة وقليل الذوبان في الماء (5.63 ملغ/مل). أما للإعطاء الوريدي السريع، تُعاد قوارير الحقن (التي تحتوي على الميروبينيم ممزوجًا بكربونات الصوديوم) إلى وضعها الطبيعي في الماء المعقم للحقن.
يتدرَّك الميروبينيم المُعاد تكوينه (المذاب) بمرور الوقت. قد يرتبط التدرُّك بتغير لون المحلول، وهو أمرٌ شائعٌ في تحلل الرابطة الأميديَّة لحلقة البيتا لاكتام كما هو الحال مع معظم المضادات الحيوية البيتا لاكتاميَّة، بينما يتغير اللون بشكلٍ خاص بالنسبة للميروبينيم من عديم اللون أو أصفر باهت إلى أصفرٍ زاهي. عند إعادة التكوين، يُظهر محلول تسريب الميروبينيم، المُحضر في 0.9% كلوريد الصوديوم، ثباتًا كيميائيًا وفيزيائيًا لمدة 3 ساعات عند درجة حرارة تصل إلى 25 درجة مئوية، كما يمتد الثبات إلى 24 ساعة في حالة التبريد (2-8 درجات مئوية). ومع ذلك، عند إعادة تكوين المنتج في محلول دكستروز 5%، يُستخدم على الفور لضمان فعاليته. يتأثر تحلل الميروبينيم في المحلول المائي بعواملٍ مثل الأس الهيدروجيني ودرجة الحرارة والتركيز الأولي ونوع محلول التسريب المستخدم. لا ينبغي تجميد محاليل الميروبينيم.
هناك تناقضٌ قليلٌ مع الميروبينيم حيث أن الرابطة الأميديَّة في حلقة البيتا لاكتام في الميروبينيم تجعله مقاومًا للعديد من إنزيمات البيتا لاكتاماز (بنسلينازات)، وهي إنزيماتٌ تنتجها بكتيريا يمكنها تكسير البنسلين والمضادات الحيوية المرتبطة مثل الميروبينيم. ترجع هذه المقاومة إلى استقرار حلقة البيتا لاكتام في الميروبينيم، والتي تكون أقل عرضةً للتحلل المائي بواسطة هذه الإنزيمات. ومع ذلك، فإنَّ الميروبينيم غير مستقرٍ في وجود الماء، حيث قد يخضع للتحلل في المحاليل المائيَّة، مما قد يقلل من فعاليته. هذا يعني أنه في حين أن الميروبينيم مصممٌ لمقاومة الإنزيمات البكتيرية، إلا أنه لا يزال من الممكن تكسيره بالماء، وهو أمرٌ مثيرٌ للسخرية بعض الشيء. لهذا السبب يتطلب الميروبينيم إعطاءًا بطيئًا متكررًا أو مطولًا لتزويد مجرى الدم بدواءٍ جديدٍ ليحل محل ما تحلل بواسطة مكون الماء في الدم.
يُعطى الميروبينيم كل 8 ساعات. كما يجب ضبط الجرعة في حال تغيّر وظائف الكلى ولترشيح الدم. تصف الدراسات استخدام مراقبة الأدوية العلاجية للميروبينيم (قياس مستويات الدواء في مجرى الدم على فتراتٍ زمنيةٍ محددة) لتحقيق الاستخدام الأمثل.
كما هو الحال مع المضادات الحيوية البيتا لاكتاميَّة الأخرى، فإنَّ فعالية العلاج تعتمد على مقدار الوقت خلال فترة الجرعات التي يكون فيها تركيز الميروبينيم أعلى من التركيز التثبيطي الأدنى للبكتيريا المسببة للعدوى. بالنسبة للمضادات الحيوية البيتا لاكتاميَّة، والتي تشمل الميروبينيم، يرتبط الإعطاء الوريدي لفتراتٍ طويلةٍ بانخفاض معدل الوفيات مقارنةً بالتسريب الوريدي السريع، وخاصةً في حالات العدوى الشديدة أو تلك التي تسببها بكتيريا أقل حساسية، مثل الزائفة الزنجاريَّة.
يُظهر الميروبينيم نفاذيةً ضعيفةً عبر الأمعاء وتوافرًا حيويًا فمويًا منخفضًا بسبب خصائصه اللأليفة للماء، والتي تمنع انتشاره السلبي عبر الظهارة المعويَّة. ترتبط التحديات المتعلقة بأبحاث التوصيل الفموي للميروبينيم بحساسية الميروبينيم العالية للتحلل عبر التحلل المائي للرابطة الأميديَّة في حلقة البيتا لاكتام، حتى في درجات الحرارة والرطوبة المنخفضة نسبيًا. قد يؤدي عدم الاستقرار هذا إلى فقدان الميروبينيم لنشاطه المضاد للبكتيريا، إضافةً أنَّ الميروبينيم غير مستقرٍ في البيئة الحمضيَّة للمعدة، مما يؤدي إلى تحلل واسع وفقدان الدواء بعد إعطاءه فمويًا. كما قد يؤدي نقل التدفق المعوي (الإفرازي) إلى ضخ الدواء مرة أخرى إلى الأمعاء عبر ناقلات التدفق، وخاصةً بي-غليكوبروتين (P-gp)، الموجودة في الجهاز الهضمي، والذي قد تضخ الميروبينيم بنشاطٍ مرةً أخرى إلى تجويف الأمعاء، مما يحد من امتصاصه ويقلل من التوافر الحيوي عن طريق الفم، وذلك ضمن محاولات الإعطاء الفموي، إضافةً أنَّ البكتيريا قد تطور مقاومةً للميروبينيم عبر تعزيز التدفق النشط للمضاد الحيوي من خلال ناقلات التدفق، مثل نظام التدفق ثلاثي الأقسام «MexAB-OprM» في الزائفة الزنجاريَّة. لهذا السبب يتم إعطاء الميروبينيم عن طريق الوريد.
لا توجد بيانات كافية حول استخدام الميروبينيم أثناء الرضاعة الطبيعية. ومع ذلك، لوحظ أن تركيز هذا المضاد الحيوي البيتا لاكتامي في حليب الأم منخفضٌ نسبيًا، وبالتالي، لا يُتوقع أن تُسبب مضادات البيتا لاكتام آثارًا ضارة على الرضع الذين يرضعون طبيعيًا. إلا أنه قد وردت تقارير متفرقة عن اضطرابات في البكتيريا المعوية لدى الرضع، تظهر على شكل إسهال أو داء المبيضات الفموي (السُلاَق)، مرتبطة باستخدام مضادات البيتا لاكتام. ومع ذلك، لم تُدرس هذه الآثار الجانبية المحتملة بدقة، وخاصةً في سياق استخدام الميروبينيم، وبالتالي، فإن ملف سلامة الميروبينيم لدى الأمهات المرضعات وأطفالهن غير معروف.
على الرغم من عدم اعتماد الميروبينيم للحقن العضلي أو تحت الجلد لدى البشر، فقد أجريت دراساتٌ لتقييم التوافر الحيوي للدواء لدى القطط وأفادت بتوافر حيوي بنسبة 99.69% للحقن العضلي و96.52% للحقن تحت الجلد، كما قارنت هذه الدراسات أيضًا أنصاف عمر الإطراح للحقن الوريدي أو العضلي أو تحت الجلد لدى القطط وأفادت بمدة 1.35 و2.10 و2.26 ساعة على التوالي. كما أجريت دراسةٌ صغيرةٌ حول التحمل الموضعي للإعطاء العضلي للميروبينيم لدى البشر، وأفادت بأنها جيدةٌ بشكلٍ عام.

## الآثار الجانبية
يُعدّ الميروبينيم آمنًا نسبيًا مقارنةً بالمضادات الحيوية الأخرى. أكثر الآثار الجانبية شيوعًا هي الإسهال (4.8%) والغثيان والقيء (3.6%) والتهاب موضع الحقن (2.4%) والصداع (2.3%) والطفح الجلدي (1.9%) والتهاب الوريد الخثاري (0.9%). لوحظت العديد من هذه الآثار الجانبية لدى المرضى المصابين بأمراضٍ خطيرةٍ ويتناولون بالفعل العديد من الأدوية، بما في ذلك الفانكومايسين. يُقلّل الميروبينيم من احتمالية حدوث نوباتٍ صرعيَّة مقارنةً بالإيميبينيم. كما سُجِّلت عدة حالاتٍ من نقص بوتاسيوم الدم الوخيم.

## التآثر
يُخفِّض الميروبينيم تركيزات حمض الفالبرويك في المصل بسرعة، مما يزيد من خطر الإصابة بالنوبات لدى الأشخاص الذين يستخدمون حمض الفالبرويك لعلاج الصرع أثناء علاجهم بالميروبينيم. لذلك ينبغي النظر في وصف مضاد اختلاج إضافي في الحالات التي لا يُمكن فيها تجنُّب استخدام الميروبينيم.

## آلية العمل
يعد الميروبينيم مبيدًا للبكتيريا باستثناء الليستريَّة المُستوحِدة (الاسم العلمي: Listeria monocytogenes)، حيث يكون كابحًا للبكتيريا. يثبط الميروبينيم تخليق جدار الخلية البكتيريَّة، مثل غيره من مضادات البيتا لاكتام، ولكنه يتميز عنها بمقاومةٍ عاليةٍ للتحلل بواسطة البيتا لاكتاماز أو السيفالوسبوريناز. تحدث المقاومة عمومًا نتيجةً لطفراتٍ في البروتينات الرابطة للبنسلين، أو في إنتاج الميالتو بيتا لاكتاماز، أو مقاومة للانتشار عبر الغشاء الخارجي للبكتيريا. على عكس الإيميبينيم، فإنَّ الميروبينيم مستقرٌ تجاه الديهيدروببتيداز-1 [الإنجليزية]، وبالتالي يمكن إعطاؤه دون سيلاستاتين [الإنجليزية].
وجد في عام 2016 أن «المورفولينو المقترن بالببتيد التخليقي» يثبط التعبير عن نيودلهي ميالتو بيتا لاكتاماز 1 [الإنجليزية]، وهو إنزيمٌ تستخدمه العديد من الأنواع البكتيريَّة المقاومة للأدويَّة في تخريب وتدمير الكاربابينيمات.

## الأبحاث
تجرى أبحاثٌ حول استخدام الميروبينيم الرذَّاذي (إعطاء بالاستنشاق) للوقاية من تفاقم توسع القصبات، ولكن لم يحظى بالموافقة حتى الآن.

### باللغة الإنجليزيَّة
1. ↑  World Health Organization (26 Jul 2023), AWaRe classification of antibiotics for evaluation and monitoring of use, 2023 (بالإنجليزية), QID:Q123466662
2. 1 2 3 4 5 6 7 8  "Meropenem". The American Society of Health-System Pharmacists. مؤرشف من الأصل في 2011-01-20. اطلع عليه بتاريخ 2017-12-08.
3. 1 2 3 4  Mohr Iii JF (2008). "Update on the Efficacy and Tolerability of Meropenem in the Treatment of Serious Bacterial Infections". Clinical Infectious Diseases. ج. 47: S41–S51. DOI:10.1086/590065. PMID:18713049. مؤرشف من الأصل في 2024-02-27. اطلع عليه بتاريخ 2024-02-23.
4. ↑  Michelow IC، McCracken GH (2009). "Antibacterial Therapeutic Agents". Feigin and Cherry's Textbook of Pediatric Infectious Diseases. ص. 3178–3227. DOI:10.1016/B978-1-4160-4044-6.50253-3. ISBN:978-1-4160-4044-6. As with other β-lactam antibiotics, meropenem is bactericidal against susceptible bacteria because it inhibits bacterial cell wall synthesis. The trans configuration of the hydroxyethyl side chain and hydrogen atoms protect the parent β-lactam structure from inactivation by the most common β-lactamases, including almost all Bush groups 1 and 2 (Amber classes A, C, and D) β-lactamase–producing organisms, including those that produce ESBLs (Citrobacter, Enterobacter, E. coli, Klebsiella spp., and P. mirabilis) or AmpC β-lactamases (Citrobacter, Enterobacter, Pseudomonas, and Serratia)
5. ↑  Ikenoue C، Matsui M، Inamine Y، Yoneoka D، Sugai M، Suzuki S (فبراير 2024). "The importance of meropenem resistance, rather than imipenem resistance, in defining carbapenem-resistant Enterobacterales for public health surveillance: an analysis of national population-based surveillance". BMC Infect Dis. ج. 24 ع. 1: 209. DOI:10.1186/s12879-024-09107-4. PMC:10870673. PMID:38360618.
6. 1 2  Fischer J, Ganellin CR (2006). Analogue-based Drug Discovery (بالإنجليزية). John Wiley & Sons. p. 497. ISBN:978-3-527-60749-5. Archived from the original on 2024-02-27. Retrieved 2020-09-20.
7. ↑  World Health Organization (2019). World Health Organization model list of essential medicines: 21st list 2019. Geneva: World Health Organization. hdl:10665/325771. WHO/MVP/EMP/IAU/2019.06. License: CC BY-NC-SA 3.0 IGO.
8. ↑  World Health Organization (2021). World Health Organization model list of essential medicines: 22nd list (2021). Geneva: World Health Organization. hdl:10665/345533. WHO/MHP/HPS/EML/2021.02.
9. ↑  World Health Organization (2019). Critically important antimicrobials for human medicine (ط. 6th revision). Geneva: World Health Organization. hdl:10665/312266. ISBN:978-92-4-151552-8.
10. ↑  "Medscape.com".
11. ↑  AHFS Drug Information (ط. 2006). American Society of Health-System Pharmacists. 2006.
12. ↑  Bush K (أكتوبر 2018). "Past and Present Perspectives on β-Lactamases". Antimicrob Agents Chemother. ج. 62 ع. 10. DOI:10.1128/AAC.01076-18. PMC:6153792. PMID:30061284.
13. ↑  Mora-Ochomogo M، Lohans CT (أكتوبر 2021). "β-Lactam antibiotic targets and resistance mechanisms: from covalent inhibitors to substrates". RSC Med Chem. ج. 12 ع. 10: 1623–1639. DOI:10.1039/d1md00200g. PMC:8528271. PMID:34778765.
14. ↑  Bush K (2010). "Bench-to-bedside review: The role of beta-lactamases in antibiotic-resistant Gram-negative infections". Crit Care. ج. 14 ع. 3: 224. DOI:10.1186/cc8892. PMC:2911681. PMID:20594363.
15. ↑  Franceschini N، Segatore B، Perilli M، Vessillier S، Franchino L، Amicosante G (2002). "Meropenem stability to β-lactamase hydrolysis and comparative in vitro activity against several β-lactamase-producing Gram-negative strains". Journal of Antimicrobial Chemotherapy. ج. 49 ع. 2: 395–398. DOI:10.1093/jac/49.2.395. PMID:11815587. مؤرشف من الأصل في 2024-02-27. اطلع عليه بتاريخ 2024-02-23.
16. ↑  "Meropenem". MedlinePlus.gov. 16 سبتمبر 2016. مؤرشف من الأصل في 2023-03-19. اطلع عليه بتاريخ 2023-03-19.
17. ↑  "Merrem® IV (meropenem for injection)". Pediatric Postmarketing Pharmacovigilance Review. إدارة الغذاء والدواء (الولايات المتحدة). 17 نوفمبر 2017. مؤرشف من الأصل في 2021-03-05. اطلع عليه بتاريخ 2024-02-23.
18. ↑  "Approval package for meropenem for injection" (PDF). مؤرشف (PDF) من الأصل في 2021-04-12. اطلع عليه بتاريخ 2024-02-23.
19. ↑  "Meropenem Monograph for Professionals". مؤرشف من الأصل في 2011-01-20. اطلع عليه بتاريخ 2017-12-09.
20. ↑  "FDA approves new antibacterial drug". U.S. إدارة الغذاء والدواء (الولايات المتحدة) (FDA) (Press release). 24 مارس 2020. مؤرشف من الأصل في 2019-04-23. اطلع عليه بتاريخ 2022-03-05. تتضمّنُ هذه المقالة نصوصًا مأخوذة من هذا المصدر، وهي في الملكية العامة.
21. 1 2  "Meropenem". ASHP Injectable Drug Information. 2021. ص. 1020. DOI:10.37573/9781585286850.251. ISBN:978-1-58528-658-4.
22. 1 2 3  "DailyMed - MEROPENEM injection, powder, for solution". مؤرشف من الأصل في 2024-06-20. اطلع عليه بتاريخ 2024-11-02.
23. ↑  Baldwin CM، Lyseng-Williamson KA، Keam SJ (2008). "Meropenem". Drugs. ج. 68 ع. 6: 803–838. DOI:10.2165/00003495-200868060-00006. PMID:18416587. مؤرشف من الأصل في 2024-02-27. اطلع عليه بتاريخ 2024-02-23.
24. 1 2 3  "NDA 50-706/S-022 MERREM I.V." (PDF). مؤرشف (PDF) من الأصل في 2024-02-21. اطلع عليه بتاريخ 2024-02-21.
25. ↑  "Meropenem trihydrate | DrugBank Online". مؤرشف من الأصل في 2024-02-23. اطلع عليه بتاريخ 2024-02-23.
26. ↑  "Meropenem". مؤرشف من الأصل في 2024-02-23. اطلع عليه بتاريخ 2024-02-23.
27. 1 2  "Meropenem 1g powder for solution for injection/Infusion - Summary of Product Characteristics (SMPC) - (Emc)". مؤرشف من الأصل في 2024-02-22. اطلع عليه بتاريخ 2024-02-22.
28. ↑  Wolie ZT، Roberts JA، Gilchrist M، McCarthy K، Sime FB (2024). "Current practices and challenges of outpatient parenteral antimicrobial therapy: A narrative review". The Journal of Antimicrobial Chemotherapy. ج. 79 ع. 9: 2083–2102. DOI:10.1093/jac/dkae177. PMC:11368434. PMID:38842523.
29. ↑  Ortega-Balleza JL، Vázquez-Jiménez LK، Ortiz-Pérez E، Avalos-Navarro G، Paz-González AD، Lara-Ramírez EE، Rivera G (أغسطس 2024). "Current Strategy for Targeting Metallo-β-Lactamase with Metal-Ion-Binding Inhibitors". Molecules. ج. 29 ع. 16: 3944. DOI:10.3390/molecules29163944. PMC:11356879. PMID:39203022.
30. ↑  Fawaz S، Barton S، Whitney L، Swinden J، Nabhani-Gebara S (2019). "Stability of Meropenem After Reconstitution for Administration by Prolonged Infusion". Hospital Pharmacy. ج. 54 ع. 3: 190–196. DOI:10.1177/0018578718779009. PMC:6535930. PMID:31205331.
31. ↑  Palzkill T (يناير 2013). "Metallo-β-lactamase structure and function". Ann N Y Acad Sci. ج. 1277 ع. 1: 91–104. Bibcode:2013NYASA1277...91P. DOI:10.1111/j.1749-6632.2012.06796.x. PMC:3970115. PMID:23163348.
32. 1 2  Tomasello C، Leggieri A، Cavalli R، Di Perri G، D'Avolio A (أبريل 2015). "In Vitro Stabilifighty Evaluation of Different Pharmaceutical Products Containing Meropenem". Hosp Pharm. ج. 50 ع. 4: 296–303. DOI:10.1310/hpj5004-296. PMC:4589882. PMID:26448659.
33. ↑  "Meropenem: Package Insert". مؤرشف من الأصل في 2024-02-23. اطلع عليه بتاريخ 2024-02-23.
34. ↑  Foy F، Luna G، Martinez J، Nizich Z، Seet J، Lie K، Sunderland B، Czarniak P (2019). "An investigation of the stability of meropenem in elastomeric infusion devices". Drug Des Devel Ther. ج. 13: 2655–2665. DOI:10.2147/DDDT.S212052. PMC:6682764. PMID:31447546.
35. ↑  Saikia S، Chetia P (سبتمبر 2024). "Antibiotics: From Mechanism of Action to Resistance and Beyond". Indian J Microbiol. ج. 64 ع. 3: 821–845. DOI:10.1007/s12088-024-01285-8. PMC:11399512. PMID:39282166.
36. ↑  Munita JM، Arias CA (2016). "Mechanisms of Antibiotic Resistance". Microbiology Spectrum. ج. 4 ع. 2. DOI:10.1128/microbiolspec.vmbf-0016-2015. PMC:4888801. PMID:27227291.
37. ↑  Bahr G، González LJ، Vila AJ (يوليو 2021). "Metallo-β-lactamases in the Age of Multidrug Resistance: From Structure and Mechanism to Evolution, Dissemination, and Inhibitor Design". Chem Rev. ج. 121 ع. 13: 7957–8094. DOI:10.1021/acs.chemrev.1c00138. PMC:9062786. PMID:34129337.
38. ↑  Wilamowski M، Sherrell DA، Kim Y، Lavens A، Henning RW، Lazarski K، Shigemoto A، Endres M، Maltseva N، Babnigg G، Burdette SC، Srajer V، Joachimiak A (نوفمبر 2022). "Time-resolved β-lactam cleavage by L1 metallo-β-lactamase". Nat Commun. ج. 13 ع. 1: 7379. Bibcode:2022NatCo..13.7379W. DOI:10.1038/s41467-022-35029-3. PMC:9712583. PMID:36450742.
39. ↑  Palermo G، Spinello A، Saha A، Magistrato A (مايو 2021). "Frontiers of metal-coordinating drug design". Expert Opin Drug Discov. ج. 16 ع. 5: 497–511. DOI:10.1080/17460441.2021.1851188. PMC:8058448. PMID:33874825.
40. ↑  Celis-Llamoca K، Serna-Galvis EA، Torres-Palma RA، Nieto-Juárez JI (2022). "High-frequency ultrasound processes as alternative methods for degrading meropenem antibiotic in water". MethodsX. ج. 9: 101835. DOI:10.1016/j.mex.2022.101835. PMC:9471477. PMID:36117679.
41. ↑  Tioni MF، Llarrull LI، Poeylaut-Palena AA، Martí MA، Saggu M، Periyannan GR، Mata EG، Bennett B، Murgida DH، Vila AJ (نوفمبر 2008). "Trapping and characterization of a reaction intermediate in carbapenem hydrolysis by B. cereus metallo-beta-lactamase". J Am Chem Soc. ج. 130 ع. 47: 15852–63. DOI:10.1021/ja801169j. PMC:2645938. PMID:18980308.
42. ↑  "Medication Administration: Extended-Infusion Meropenem (Merrem) Protocol" (PDF). Pharmacy Department Policies and Procedures. Stanford Hospital and Clinics. مؤرشف (PDF) من الأصل في 2024-06-03. اطلع عليه بتاريخ 2024-10-20.
43. ↑  Nicolau DP (2008). "Pharmacokinetic and Pharmacodynamic Properties of Meropenem". Clinical Infectious Diseases. ج. 47: S32–S40. DOI:10.1086/590064. PMID:18713048.
44. ↑  Bilgrami I، Roberts JA، Wallis SC، Thomas J، Davis J، Fowler S، Goldrick PB، Lipman J (يوليو 2010). "Meropenem dosing in critically ill patients with sepsis receiving high-volume continuous venovenous hemofiltration". Antimicrobial Agents and Chemotherapy. ج. 54 ع. 7: 2974–2978. DOI:10.1128/AAC.01582-09. PMC:2897321. PMID:20479205.
45. ↑  Steffens NA، Zimmermann ES، Nichelle SM، Brucker N (يونيو 2021). "Meropenem use and therapeutic drug monitoring in clinical practice: a literature review". J Clin Pharm Ther. ج. 46 ع. 3: 610–621. DOI:10.1111/jcpt.13369. PMID:33533509.
46. 1 2  Adamiszak A، Bartkowska-Śniatkowska A، Grześkowiak E، Bienert A (2024). "Interest in antibiotic pharmacokinetic modelling in the context of optimising dosing and reducing resistance: bibliometric analysis". Anaesthesiol Intensive Ther. ج. 56 ع. 2: 129–140. DOI:10.5114/ait.2024.141332. PMC:11284584. PMID:39166504.
47. 1 2  Yu Z، Pang X، Wu X، Shan C، Jiang S (2018). "Clinical outcomes of prolonged infusion (extended infusion or continuous infusion) versus intermittent bolus of meropenem in severe infection: A meta-analysis". PLOS ONE. ج. 13 ع. 7: e0201667. Bibcode:2018PLoSO..1301667Y. DOI:10.1371/journal.pone.0201667. PMC:6066326. PMID:30059536.
48. ↑  Vardakas KZ، Voulgaris GL، Maliaros A، Samonis G، Falagas ME (يناير 2018). "Prolonged versus short-term intravenous infusion of antipseudomonal β-lactams for patients with sepsis: a systematic review and meta-analysis of randomised trials". The Lancet. Infectious Diseases. ج. 18 ع. 1: 108–120. DOI:10.1016/S1473-3099(17)30615-1. PMID:29102324.
49. 1 2 3 4 5  Raza A، Ngieng SC، Sime FB، Cabot PJ، Roberts JA، Popat A، Kumeria T، Falconer JR (فبراير 2021). "Oral meropenem for superbugs: challenges and opportunities". Drug Discov Today. ج. 26 ع. 2: 551–560. DOI:10.1016/j.drudis.2020.11.004. PMID:33197621. S2CID:226988098.
50. ↑  Monti G، Bradić N، Marzaroli M، Konkayev A، Fominskiy E، Kotani Y، Likhvantsev VV، Momesso E، Nogtev P، Lobreglio R، Redkin I، Toffoletto F، Bruni A، Baiardo Redaelli M، d'Andrea N، Paternoster G، Scandroglio AM، Gallicchio F، Ballestra M، Calabrò MG، Cotoia A، Perone R، Cuffaro R، Montrucchio G، Pota V، Ananiadou S، Lembo R، Musu M، Rauch S، Galbiati C (2023). "Continuous vs Intermittent Meropenem Administration in Critically Ill Patients with Sepsis". JAMA. ج. 330 ع. 2: 141–151. DOI:10.1001/jama.2023.10598. PMC:10276329. PMID:37326473.
51. ↑  "Meropenem". Drugs and Lactation Database (LactMed) [Internet]. National Institute of Child Health and Human Development. 2006. PMID:30000076.
52. 1 2  Tallarigo C, Comunale L, Baldassarre R, Poletti G (Sep 1995). "[Multicenter comparative study of meropenem vs. imipenem in the intramuscular treatment of hospital infections of the urinary tract]". Minerva Urol Nefrol (بالإيطالية). 47 (3): 147–56. PMID:8815553.
53. ↑  Meaney-Delman D، Bartlett LA، Gravett MG، Jamieson DJ (أبريل 2015). "Oral and intramuscular treatment options for early postpartum endometritis in low-resource settings: a systematic review". Obstet Gynecol. ج. 125 ع. 4: 789–800. DOI:10.1097/AOG.0000000000000732. PMID:25751198.
54. ↑  Lizasoaín M, Noriega AR (Sep 1997). "[Tolerance and safety of carbapenems: the use of meropenem]". Enferm Infecc Microbiol Clin (بالإسبانية الأوروبية). 15 (Suppl 1): 73–7. PMID:9410074.
55. 1 2  Mosby's Drug Consult 2006 (ط. 16). Mosby, Inc. 2006.
56. ↑  Erden M، Gulcan E، Bilen A، Bilen Y، Uyanik A، Keles M (7 مارس 2013). "Pancytopenýa and Sepsýs due to Meropenem: A Case Report" (PDF). Tropical Journal of Pharmaceutical Research. ج. 12 ع. 1. DOI:10.4314/tjpr.v12i1.21. مؤرشف (PDF) من الأصل في 2013-11-13. اطلع عليه بتاريخ 2013-04-20.
57. ↑  "Meropenem side effects - from FDA reports". eHealthMe. مؤرشف من الأصل في 2013-11-05. اطلع عليه بتاريخ 2013-04-20.
58. ↑  Margolin L (2004). "Impaired rehabilitation secondary to muscle weakness induced by meropenem". Clinical Drug Investigation. ج. 24 ع. 1: 61–62. DOI:10.2165/00044011-200424010-00008. PMID:17516692. S2CID:44484294.
59. ↑  Bharti R، Gombar S، Khanna AK (2010). "Meropenem in critical care - uncovering the truths behind weaning failure". Journal of Anaesthesiology Clinical Pharmacology. ج. 26 ع. 1: 99–101. DOI:10.4103/0970-9185.75131. S2CID:54127805. مؤرشف من الأصل في 2015-02-21. اطلع عليه بتاريخ 2013-12-15.
60. ↑  Al-Quteimat O، Laila A (يونيو 2020). "Valproate Interaction With Carbapenems: Review and Recommendations". Hospital Pharmacy. ج. 55 ع. 3: 181–187. DOI:10.1177/0018578719831974. PMC:7243600. PMID:32508355.
61. ↑  Wiseman LR، Wagstaff AJ، Brogden RN، Bryson HM (1995). "Meropenem". Drugs. ج. 50 ع. 1: 73–101. DOI:10.2165/00003495-199550010-00007. PMID:7588092.
62. ↑  "New molecule knocks out superbugs' immunity to antibiotics". newatlas.com. 20 يناير 2017. مؤرشف من الأصل في 2017-01-22. اطلع عليه بتاريخ 2017-01-25.
63. ↑  Sully EK، Geller BL، Li L، Moody CM، Bailey SM، Moore AL، Wong M، Nordmann P، Daly SM، Sturge CR، Greenberg DE (مارس 2017). "Peptide-conjugated phosphorodiamidate morpholino oligomer (PPMO) restores carbapenem susceptibility to NDM-1-positive pathogens in vitro and in vivo". The Journal of Antimicrobial Chemotherapy. ج. 72 ع. 3: 782–790. DOI:10.1093/jac/dkw476. PMC:5890718. PMID:27999041.
64. ↑  Nadeem I، Ingle T، Ur Rasool M، Mahdi N، Ul Munamm SA، Rabiei B، Vijayabarathy R، Grady D، Pai S، Grogono D (2023). "P114 Nebulised meropenem for prevention of bronchiectasis exacerbation". 'It's not easy being green' – Suppurative lung diseases. ج. 78. ص. A175.1–A175. DOI:10.1136/thorax-2023-BTSabstracts.266. مؤرشف من الأصل في 2024-02-21. اطلع عليه بتاريخ 2024-02-21.

### باللغة العربيَّة
1. ↑  محمد هيثم الخياط (2006). المعجم الطبي الموحد: إنكليزي - عربي (بالعربية والإنجليزية) (ط. 4). بيروت: مكتبة لبنان ناشرون، منظمة الصحة العالمية. ص. 1245. ISBN:978-9953-33-726-5. OCLC:192108789. QID:Q12193380.
2. ↑  معجم الصيدلة الموحد (بالعربية والإنجليزية) (ط. 2). بيروت: مكتبة لبنان ناشرون، منظمة الصحة العالمية. 2007. ص. 202. ISBN:978-9953-33-469-1. OCLC:957304728. OL:31692967M. QID:Q116275188.